# Automolis hector
Automolis hector är en fjärilsart som beskrevs av Sergius G. Kiriakoff 1959. Automolis hector ingår i släktet Automolis och familjen björnspinnare. Inga underarter finns listade i Catalogue of Life.